# Liste des light novels de A Certain Magical Index
Cet article est un complément de l'article A Certain Magical Index. Il présente la liste des light novels A Certain Magical Index.

## Liste des volumes

### A Certain Magical Index(2004-2010)
| no | Japonais          | Japonais          | Français       | Français          |
| no | Date de sortie    | ISBN              | Date de sortie | ISBN              |
| --- | ----------------- | ----------------- | -------------- | ----------------- |
| 1 | 10 avril 2004     | 4-8402-2658-X     | 28 juin 2018   | 978-2-37302-050-2 |
| Liste des chapitres : - L'histoire du jeune destructeur d'illusion - La magicienne perchée sur la tour - Le prestidigitateur qui donnait la mort - Les grimoires souriaient calmement - L'exterminateur choisit la fin - Conclusion de la fille aux grimoires interdits |                   |                   |                |                   |
| Academy City est une ville étudiante peuplée d'élèves aux pouvoirs plus incroyables les uns que les autres. C'est ici qu'étudie Tôma Kamijô, dont la mystérieuse capacité lui permet d'annuler n'importe quel phénomène paranormal au prix de sa propre chance. Alors qu'il s'est résigné à vivre sous une mauvaise étoile, son infortune provoque sa rencontre avec la jeune Index. Véritable encyclopédie sur pattes, la nonne aurait mémorisé 103 000 grimoires interdits au service de l'Église. Embarqué dans une aventure phénoménale, Tôma se retrouve impliqué malgré lui dans les plus grands complots où science et magie s'affrontent sans merci pour la suprématie du monde. |                   |                   |                |                   |
| 2 | 10 juin 2004      | 4-8402-2701-2     | 28 juin 2018   | 978-2-37302-050-2 |
| Liste des chapitres : - Un quotidien ordinaire - La forteresse de verre - Le Chasseur de sorcières et ses flammes - Le propriétaire est comme le dieu d'un monde fermé - Les sept carnages - Les secrets envahissants de Deep Blood |                   |                   |                |                   |
| 3 | 10 septembre 2004 | 4-8402-2785-3     | 9 mai 2019     | 978-2-37302-055-7 |
| Liste des chapitres : - Radio Noise - Imagine Breaker - Radio Noise - Railgun - Accelerator - Only One |                   |                   |                |                   |
| Quelque temps après les évènements paranormaux qui ont bouleversé Academy City, le malchanceux Tôma Kamijô tente de retrouver une vie étudiante normale. Toutefois, cette apparente tranquillité tourne court lorsque les sombres secrets de son amie Misaka se révèlent. Empêtré de nouveau malgré lui dans un tourbillon d'incidents magiques et scientifiques, Tôma doit faire face au plus puissant des Niveau Cinq ! |                   |                   |                |                   |
| 4 | 10 décembre 2004  | 4-8402-2858-2     | 9 mai 2019     | 978-2-37302-055-7 |
| Liste des chapitres : - Le monde parallèle du monde réel - Les six suspects du monde magique - Le détective d'un monde en guerre - L'Angel Fall d'un monde toxique - Le dernier sorcier d'un monde unique - Mon infidèle dans un monde ordinaire |                   |                   |                |                   |
| 5 | 10 avril 2005     | 4-8402-3025-0     |                |                   |
| 6 | 10 juillet 2005   | 4-8402-2973-2     |                |                   |
| 7 | 10 novembre 2005  | 4-8402-3205-9     |                |                   |
| 8 | 10 janvier 2006   | 4-8402-3269-5     |                |                   |
| 9 | 10 avril 2006     | 4-8402-3385-3     |                |                   |
| 10 | 10 mai 2006       | 4-8402-3428-0     |                |                   |
| 11 | 10 octobre 2006   | 4-8402-3581-3     |                |                   |
| 12 | 10 janvier 2007   | 978-4-8402-3683-6 |                |                   |
| 13 | 10 avril 2007     | 978-4-8402-3801-4 |                |                   |
| 14 | 10 novembre 2007  | 978-4-8402-4062-8 |                |                   |
| 15 | 10 janvier 2008   | 978-4-8402-4145-8 |                |                   |
| 16 | 10 juin 2008      | 978-4-04-867086-9 |                |                   |
| 17 | 10 mars 2009      | 978-4-04-867591-8 |                |                   |
| 18 | 10 juillet 2009   | 978-4-04-867897-1 |                |                   |
| 19 | 10 novembre 2009  | 978-4-04-868069-1 |                |                   |
| 20 | 10 mars 2010      | 978-4-04-868393-7 |                |                   |
| 21 | 10 août 2010      | 978-4-04-868762-1 |                |                   |
| 22 | 10 octobre 2010   | 978-4-04-868972-4 |                |                   |

### Toaru Majutsu no Index SS(2007-2008)
| no | Japonais         | Japonais          |
| no | Date de sortie   | ISBN              |
| -- | ---------------- | ----------------- |
| 1  | 10 juillet 2007  | 978-4-8402-3912-7 |
| 2  | 10 novembre 2008 | 978-4-04-867342-6 |

### Toaru Majutsu no Index SP(2011)
| no | Japonais       | Japonais          |
| no | Date de sortie | ISBN              |
| -- | -------------- | ----------------- |
| 1  | 10 août 2011   | 978-4-04-870775-6 |

### Shinyaku Toaru Majutsu no Index(2011-2019)
| no  | Japonais          | Japonais          |
| no  | Date de sortie    | ISBN              |
| --- | ----------------- | ----------------- |
| 1   | 10 mars 2011      | 978-4-04-870319-2 |
| 2   | 10 août 2011      | 978-4-04-870738-1 |
| 3   | 10 décembre 2011  | 978-4-04-886240-0 |
| 4   | 10 mars 2012      | 978-4-04-886373-5 |
| 5   | 10 octobre 2012   | 978-4-04-886978-2 |
| 6   | 10 janvier 2013   | 978-4-04-891253-2 |
| 7   | 10 mai 2013       | 978-4-04-891604-2 |
| 8   | 10 septembre 2013 | 978-4-04-891904-3 |
| 9   | 10 janvier 2014   | 978-4-04-866222-2 |
| 10  | 10 mai 2014       | 978-4-04-866532-2 |
| 11  | 10 octobre 2014   | 978-4-04-866938-2 |
| 12  | 10 mars 2015      | 978-4-04-869333-2 |
| 13  | 10 juillet 2015   | 978-4-04-865244-5 |
| 14  | 10 novembre 2015  | 978-4-04-865507-1 |
| 15  | 9 avril 2016      | 978-4-04-865884-3 |
| 16  | 10 août 2016      | 978-4-04-892251-7 |
| 17  | 10 novembre 2016  | 978-4-04-892486-3 |
| 18  | 10 mai 2017       | 978-4-04-892893-9 |
| 19  | 7 octobre 2017    | 978-4-04-893405-3 |
| 20  | 9 juin 2018       | 978-4-04-893871-6 |
| 21  | 10 octobre 2018   | 978-4-04-912025-7 |
| 22  | 9 mars 2019       | 978-4-04-912385-2 |
| 22R | 10 juillet 2019   | 978-4-04-912667-9 |

### Sôyaku Toaru Majutsu no Index(2020-)
| no | Japonais          | Japonais          |
| no | Date de sortie    | ISBN              |
| -- | ----------------- | ----------------- |
| 1  | 7 février 2020    | 978-4-04-912809-3 |
| 2  | 10 juillet 2020   | 978-4-04-913321-9 |
| 3  | 10 novembre 2020  | 978-4-04-913500-8 |
| 4  | 8 mai 2021        | 978-4-04-913730-9 |
| 5  | 10 décembre 2021  | 978-4-04-914135-1 |
| 6  | 8 avril 2022      | 978-4-04-914350-8 |
| 7  | 9 septembre 2022  | 978-4-04-914585-4 |
| 8  | 10 mai 2023       | 978-4-04-915010-0 |
| 9  | 8 décembre 2023   | 978-4-04-915384-2 |
| 10 | 10 avril 2024     | 978-4-04-915601-0 |
| 11 | 10 septembre 2024 | 978-4-04-915853-3 |
| 12 | 10 avril 2025     | 978-4-04-916226-4 |